# Caio César Boschi
Caio César Boschi (Belo Horizonte, 1947) é um professor universitário e historiador brasileiro. Dedica-se a pesquisa da História do Brasil Colônia, de Portugal moderno e de acervos históricos.

## Formação e atuação
Formou-se em História pela Universidade Federal de Minas Gerais (UFMG), em 1969, tendo concluido seu doutorado em História Social pela Universidade de São Paulo (USP), em 1982. Sua área de pesquisa envolve temáticas da História do Brasil Colonial, de Portugal Moderno, e acervos documentais / arquivos históricos.
É professor titular de História do Brasil, na Universidade Federal de Minas Gerais, tendo se aposentado em 1994, e na Pontifícia Universidade Católica de Minas Gerais. Atuou como professor convidado na Universidade do Porto, na Universidade de Lisboa, na École des Hautas Études en Sciences Sociales e na Universidad de Salamanca.
Integra a COLUSO - Comissão Luso-Brasileira de Salvaguarda e Preservação Documental, desde sua fundação, em 1996. Na área da arquivista contribuiu na organização do acervo documental da Casa dos Contos, em Ouro Preto, e do Arquivo Histórico Ultramarino, em Lisboa.

## Homenagens e prêmios
Recebeu, em 2012, o Prêmio ABL de História e Ciências Sociais, pela obra Exercícios de pesquisa histórica. Por seus trabalhos em Portugal, recebeu a Comenda Ordem Infante Dom Henrique. Também foi agraciado com a comenda da Ordem do Almocrafre (pela IHGMG), Medalha Santos Dumont, da Inconfidência e Prêmio Diogo de Vasconcelos (pelo Governo do Estado de Minas).
É membro da Academia Mineira de Letras, ocupando a cadeira 30, cujo patrono é Oscar Gama, e do Instituto Histórico e Geográfico Brasileiro.

## Publicações

### Livros:
- Por que estudar História?
- Exércicios de pesquisa histórica
- Os leigos e o poder: irmandades leigas e políticas colonizadores em Minas Gerais
- A Arquidiocese de Belo Horizonte e a contemporaneidade. Conjuntamente a Luiz Antônio Pinheiro.
- Fontes primárias para a história de Minas Gerais em Portugal
- Inventário da coleção Casa dos Contos: livros 1700 - 1891
- O barroco mineiro: artes e trabalho
- O Cabido da Sé de Mariana (1745-1820): documentos básicos